# Гревенмахер (округ)
Гревенма́хер (люксемб. Gréiwemaacher) — один з трьох колишніх округів Люксембургу. Розташований на сході країни.
Округ включає в себе 3 кантони:
| Кантон      | Площа, км² | Населення, осіб | Рік  | Центр       | Комуни |
| ----------- | ---------- | --------------- | ---- | ----------- | ------ |
| Гревенмахер | 211,37     | 22438           | 2003 | Гревенмахер | 8      |
| Ехтернах    | 185,54     | 14211           | 2003 | Ехтернах    | 8      |
| Реміх       | 127,87     | 14211           | 2002 | Реміх       | 10     |

| Люксембург | Це незавершена стаття з географії Люксембургу. Ви можете допомогти проєкту, виправивши або дописавши її. |